# Потенціал седиментації

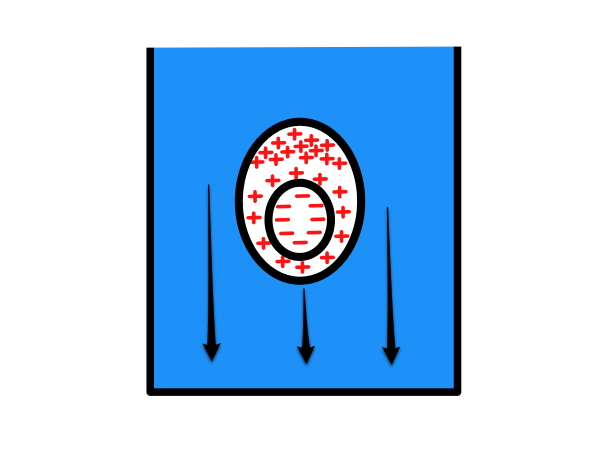
Потенціал седиментації.

Потенціал седиментації (потенціал осідання), (рос. потенциал седиментации (потенциал осаждения), англ. sedimentation potential, нім. Sedimentationspotential n) — електрокінетичне явище, зворотне електрофорезу, яке полягає у виникненні різниці потенціалів у нерухомому стовпі рідини при осіданні у ньому заряджених частинок дисперсної фази.
Інша назва — ефект Е.Дорна (1878).